# Žďár nad Orlicí (przystanek kolejowy)
Žďár nad Orlicí – przystanek kolejowy w miejscowości Žďár nad Orlicí, w kraju hradeckim, w Czechach. Znajduje się na wysokości 260 m n.p.m..
Jest zarządzany przez Správę železnic. Na przystanku nie ma możliwości zakupu biletów, a obsługa podróżnych odbywa się w pociągu.

## Linie kolejowe
- 020 Velký Osek – Choceň